# 扎法尔·穆罕默德·汗
扎法尔·穆罕默德·汗（Zafar Muhammad Khan；？—1971年12月4日）是巴基斯坦海军的一名軍官，在1971年印巴战争期間擔任巴基斯坦海軍加齐號潛艇（PNS Ghazi）的指揮官。當年12月4日，“加齐号”在印度港口維沙卡帕特南执行侦察布雷任务时失聯，并于凌晨0点10分左右沉没。包括他在內，共有93人丧生，其中有11名士官和82名士兵。他是追授勋章的海军军官之一。